# Erwin Panofsky
Erwin Panofsky (Hannover, 30 marzo 1892 – Princeton, 14 marzo 1968) è stato uno storico dell'arte e saggista tedesco naturalizzato statunitense.

## Biografia

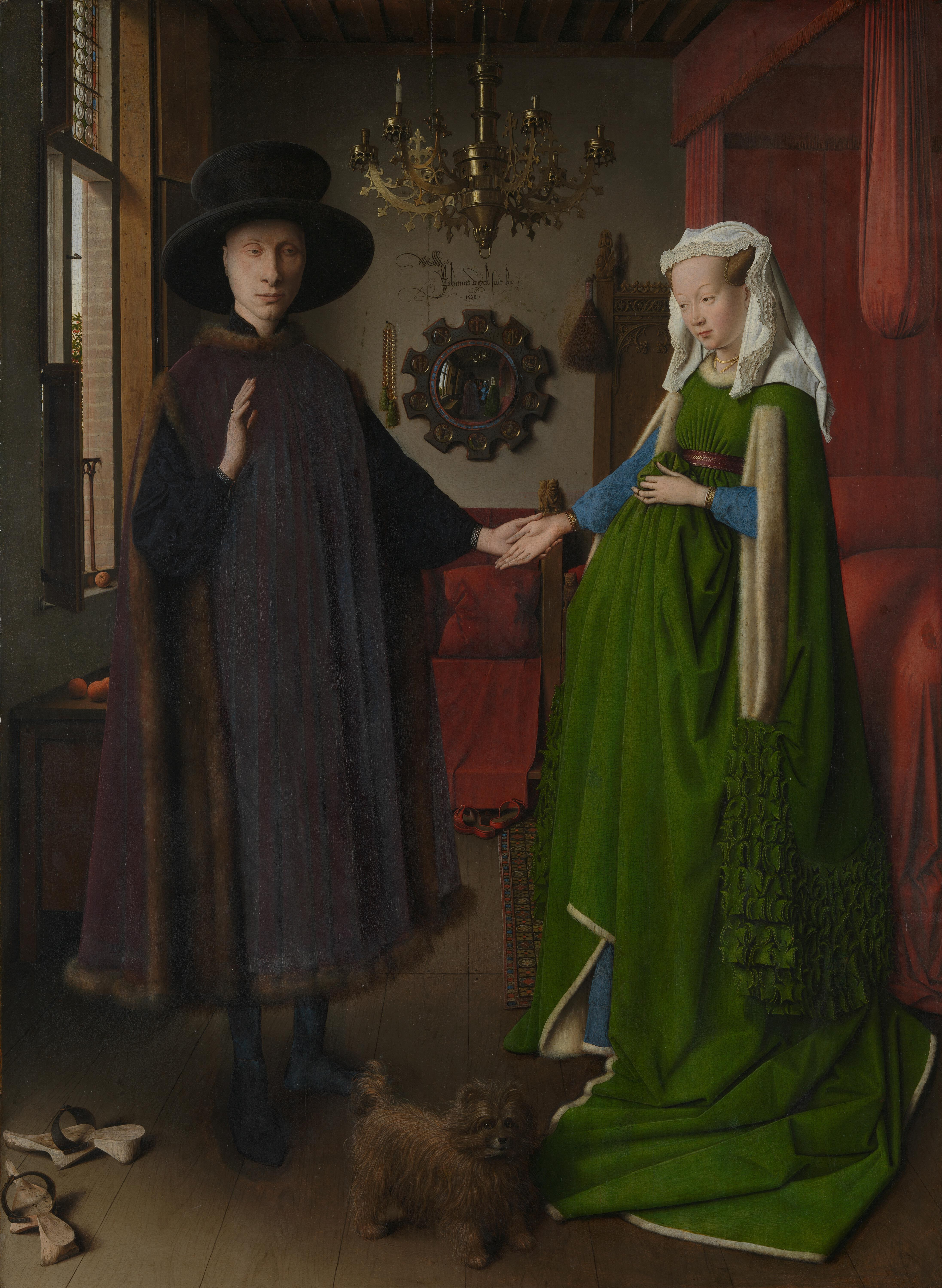
Jan Van Eyck, Ritratto dei coniugi Arnolfini, olio su tavola.

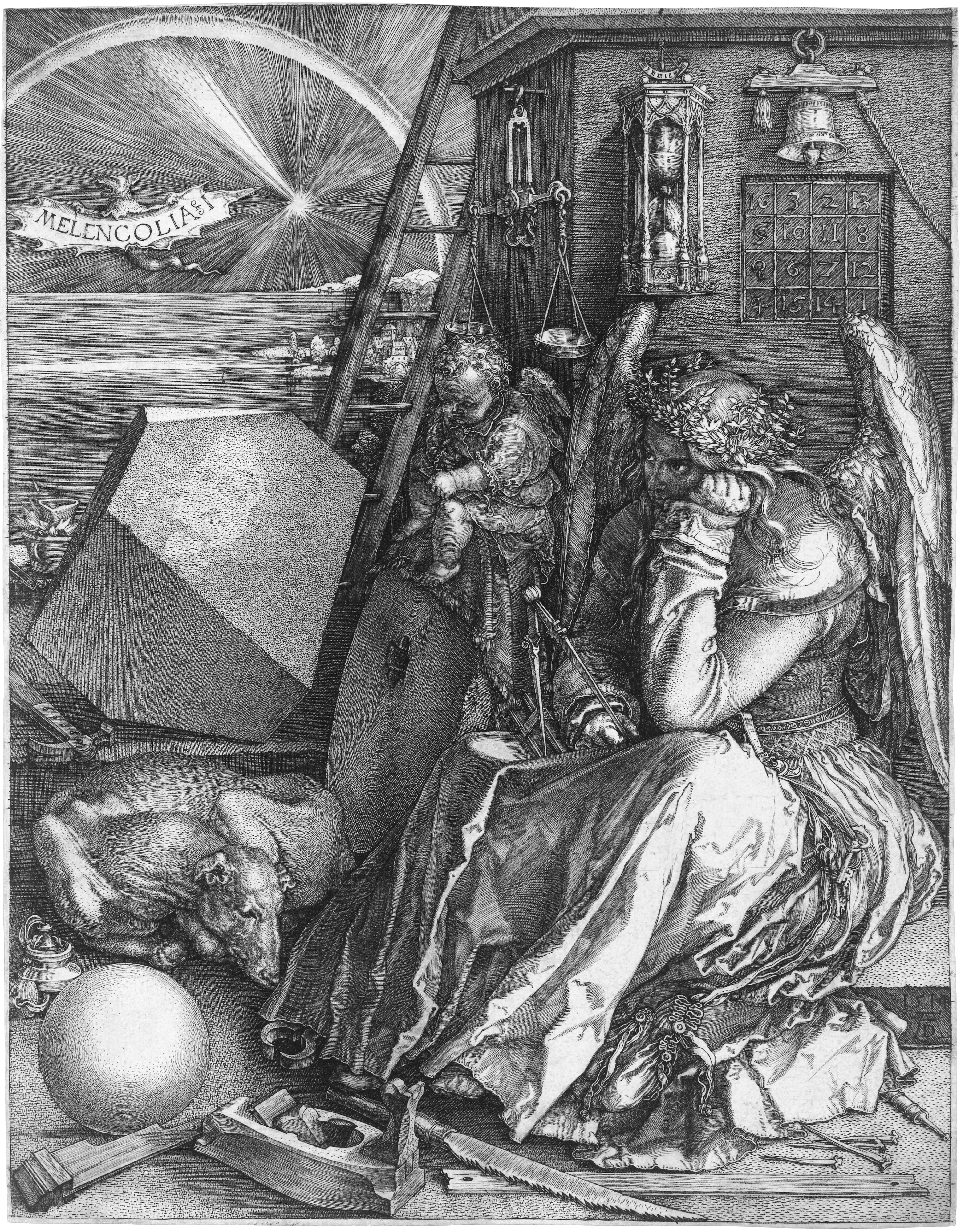
Albrecht Dürer, Melencolia I, incisione a bulino.

Nato in una famiglia benestante di  origine ebraica, si formò a Berlino come allievo dello Joachimsthalsches Gymnasium e successivamente nelle Università di Friburgo in Brisgovia, Monaco e Berlino. Conseguì la laurea nel 1914 a Friburgo, con una tesi sugli scritti teorici di Dürer, pubblicata a Berlino l'anno successivo col titolo Dürers Kunsttheorie. Dal 1921 al 1926 fu libero docente all'Università di Amburgo, venendo in contatto con Aby Warburg e Fritz Saxl, con il quale pubblicò nel 1923 Dürers «Melencolia I». Eine quellen und typengeschichtliche Untersuchung in «Studien der Bibliothek Warburg», II, Lipsia-Berlino.
Del 1924 è Die deutsche Plastik des elften bis dreizehnten Jahrhunderts, Monaco di Baviera 1924; tradotto in Italia col titolo La scultura tedesca dall'XI al XIII secolo (Milano 1937). Sempre nel 1924 pubblicò Idea. Ein Beitrag zur Begriffsgeschichte der älteren Kunsttheorie nella collana «Studien der Bibliothek Warburg», V, Lipsia-Berlino; tradotto in Italia nel 1952 col titolo Idea. Contributo alla storia dell'estetica. In questo saggio analizzò le variazioni della concezione del bello platonico nei teorici delle arti figurative, dall'Antichità classica a Giovanni Pietro Bellori.
Nel 1926 fu nominato professore di Storia dell'Arte presso l'Università di Amburgo, dove insegnò fino al 1933, anno in cui, a causa del nazismo fu costretto a lasciare la Germania. Del 1927 è Die Perspektive als «symbolische Form», in «Vorträge der Bibliothek Warburg», Lipsia-Berlino, tradotto in Italia col titolo La prospettiva come forma simbolica, in cui studia la prospettiva non come mero espediente tecnico, per dare all'immagine verosimiglianza, ma come portatrice di una specifica visione del mondo, così la prospettiva assume il significato di forma simbolica veicolo di una particolare Weltanschauung prodotta da una determinata epoca. Del 1930 è Das erste Blatt aus dem «Libro» Giorgio Vasaris; eine Studie über die Beurteilung der Gotik in der italienischen Renaissanc, in «Stadel-Jahrbuch», VI, in cui prende in esame la concezione dello stile gotico durante il Rinascimento italiano. Nel 1930 con Hercules am Scheidewege und andere antike Bildstoffe in der neueren Kunst, in «Studien der Bibliothek Warburg», Lipsia-Berlino, interpreta il tema di «Ercole tra il Vizio e la Virtù» nell'arte.
Rifugiatosi negli Stati Uniti nel 1933, insegnò prima all'Università di New York poi a Princeton, dove rimase, presso l'Institute for Advanced Study, dal 1935 fino alla morte. Del 1939 sono gli Studies in Iconology, New York, riedito nel 1962, tradotti in Italia col titolo Studi di iconologia. I temi umanistici nell'arte del Rinascimento. In esse ha indicato tre gradi d'interpretazione dell'opera d'arte: il primo, pre-iconografico determina il soggetto naturale o principale, ad esempio un uomo che ne porti un altro più vecchio sulle spalle e rechi con sé un bambino; o una donna acconciata con un berretto frigio, o un uomo con un garofano in mano. Il secondo grado, detto iconografico, identifica il tema convenzionale: Enea con Anchise e il piccolo Ascanio, la personificazione della Libertà, un ritratto di Dürer. Infine, l'interpretazione iconologica vede nel tema di Enea e di Anchise un esempio di pietà filiale, nella Libertà il simbolo della Rivoluzione francese e dei suoi ideali, infine mostra come il garofano rappresenti Dürer come un uomo innamorato. Panofsky, con un paragone, sulla differenza tra geografia e geologia, fa comprendere che come la prima si concentra nel descrivere la forma e la seconda, entra nel dettaglio nascosto della materia così l'iconografia descrive l'immagine e l'iconologia ne spiega, utilizzando l'abduzione, il significato profondo che l'artista vuole comunicare. Nell'interpretazione iconologica va comunque tenuto conto del background culturale del soggetto interpretante: bisogna ricercare l'oggettività studiando svariati aspetti dell'epoca e della tradizione di cui fa parte l'opera, esaminando esempi di composizioni simili nei testi e nelle immagini, quindi giustificando l'interpretazione con il maggior numero di fonti possibili.
È stato un grande amico e collega dello storico tedesco Ernst Kantorowicz, per il quale fece anche scrivere un epitaffio che recitava: “Vitam amavit mortem non timuit”.

## La produzione di studi
Del 1943 è Albrecht Dürer, Princeton, riedito nel 1945 e 1948; edizione ridotta, senza il catalogo delle opere nel 1955 e 1965 e tradotto in italiano come La vita e le opere di Albrecht Dürer, Milano 1967. Successivi sono Abbot Suger on the Abbey Church of Saint Denis and its Art Treasures, Princeton 1946; Gothic Architecture and Scholasticism, Latrobe 1950, New York 1951 e 1957, tradotto in italiano col titolo Architettura gotica e filosofia scolastica, Napoli 1986. Del 1953 è lo studio sulla pittura dei Paesi Bassi Early Netherlandish Painting, its Origin and Character, Cambridge. Dell'anno successivo è Galileo as a Critic of Arts, L'Aja 1954; tradotto in italiano col titolo Galileo critico delle arti, Venezia 1985. Nello studio riedito come primo capitolo in Meaning in the Visual Arts, Papers in and on Art History, Garden City, New York 1955 e 1957, tradotto in Italia col titolo Il significato nelle arti visive, Torino 1962, cerca di fondare un'iconologia come scienza del «contenuto supremo ed essenziale dell'opera d'arte», distinta dall'iconografia, che deve porsi rispetto ad essa nella stessa posizione dell'etnologia rispetto all'etnografia. Nel saggio affermò il carattere significativo delle forme artistiche legate ai fatti artistici e alla visione del mondo di una determinata epoca.
Successivi sono Pandora's Box. The Changing Aspects of a Mythical Symbol, in collaborazione con Dora Panofsky, Princeton 1956 e 1962, New York 1965; Renaissance and Renascences in Western Art, Stockholm 1960 e 1965, tradotto in italiano col titolo Rinascimento e Rinascenze nell'arte occidentale, Milano 1971; The Iconography of Correggio's Camera di San Paolo, Londra 1961; Problems in Titian, Mostly Iconographic, Londra 1969, tradotto in italiano col titolo Tiziano, Venezia 1992.
Nel 2011 è apparsa in italiano La scultura funeraria. Dall'Antico Egitto a Bernini, pubblicata originariamente nel 1964 e basata sulla rielaborazione di una serie di lezioni tenute nel 1956 presso l'Institute of Fine Arts della New York University.
Nel 2012 è stato ritrovato a Monaco un importantissimo manoscritto, che si riteneva finora perduto, della sua tesi di abilitazione all'insegnamento nell'Università di Amburgo, risalente al 1920 ma ampliata negli anni seguenti, il cui argomento sono I Principi disegnativi di Michelangelo, specialmente nella loro relazione con Raffaello. Probabilmente Panofsky non era riuscito a recuperarlo dal suo ufficio al momento del definitivo trasferimento negli Stati Uniti nel 1934, e se ne erano poi perse le tracce. È stato pubblicato per la prima volta nel 2014: Die Gestaltungsprincipien Michelangelos, besonders in ihrem Verhältnis zu denen Raffaels , Berlino 2014: nel 2020 è stato tradotto in inglese come Michelangelo’s Design Principles, Particularly in Relation to Those of Raphael dalla Princeton University Press.

## Opere
- E. Panofsky-Fritz Saxl, La «Melancolia» I di Dürer. Una ricerca storica sulle fonti e i tipi figurativi (1923), trad. e cura di Emiliano De Vito, Introduzione di Claudia Wedepohl, Collana Saggi, Quodlibet, 2018, ISBN 978-88-2290-163-7.
- La prospettiva come "forma simbolica" e altri scritti, traduzione di Enrico Filippini, Collana I Fatti e le Idee, Milano, Feltrinelli, 1961. - Con uno scritto di Marisa Dalai Emiliani, Collana Aesthetica, Abscondita, 2007, ISBN 978-88-84-16414-8.
- Il significato nelle arti visive, Collana Saggi n.310, Torino, Einaudi, 1962.
- La vita e le opere di Albrecht Dürer, traduzione di Carlo Basso, Milano, Feltrinelli, 1967. - Collana Carte d'artisti n.84, Milano, Abscondita, 2006-2018, ISBN 978-88-841-6738-5.
- Rinascimento e rinascenze nell'arte occidentale, Milano, Feltrinelli, 1971.
- Idea. Contributo alla storia dell'estetica, Collana Strumenti, Firenze, La Nuova Italia, 1952-1973. - Bollati Boringhieri, Torino, 2006, ISBN 978-88-33-91655-2.
- Studi di iconologia. I temi umanistici nell'arte del Rinascimento, traduzione di Renato Pedio, Introduzione di Giovanni Previtali, Collana Saggi n.549, Torino, Einaudi, 1975.
- Raymond Klibansky, Erwin Panofsky e Fritz Saxl, Saturno e la malinconia, traduzione di Renzo Federici, Collana Saggi n.657, Torino, Einaudi, 1983.
- I precedenti ideologici della calandra Rolls-Royce, Allemandi, 1990.
- Dora e Erwin Panofsky, Il vaso di Pandora, Collana Saggi n.769, Torino, Einaudi, 1992.
- Tiziano. Problemi di iconografia, traduzione di M. Folin, Postfazione di Augusto Gentili, Collana Biblioteca, Venezia, Marsilio, 1992, ISBN 978-88-31-75515-3.
- Ercole al bivio, Collana Quaderni n.23, Quodlibet, 2010, ISBN 978-88-74-62060-9.
- Architettura gotica e filosofia scolastica, A cura di Francesco Storace, Collana Carte d'artisti n.122, Abscondita, 2010  [Napoli, Liguori, 1986], ISBN 978-88-84-16233-5.
- La scultura funeraria dall'antico Egitto a Bernini, A cura di Pietro Conte, Collana Piccola Biblioteca n.543, Torino, Einaudi, 2011, ISBN 978-88-06-20776-2.
- Galileo critico delle arti, Collana Carte d'artisti n.98, Abscondita, 2008  [Cluva Editrice, Venezia, 1985], ISBN 978-88-84-16346-2.
- Tre saggi sullo stile. Il Barocco, il cinema, la Rolls-Royce, A cura di Irving Lavin, Abscondita, 2015  [Electa, 1996], ISBN 978-88-84-16538-1.
- Il problema dello stile nelle arti figurative e altri saggi, A cura di Guido D. Neri, Collana Aesthetica, Abscondita, 2016, ISBN 978-88-84-16401-8.
- Die Gestaltungsprincipien Michelangelos, besonders in ihrem Verhältnis zu denen Raffaels, a cura di Gerda Soergel-Panofsky, Berlino, De Gruyter 2014.